# Islandske regije
Islandske regije se uglavnom koriste za statističke svrhe. Nadležnost okružnih sudova također slijedi ovu podjelu. Prije 2003. godine ove regije su korištene kao izborne jedinice prilikom izbora za islandski parlament Alþingi. 
Postoji osam regija koje nisu definirane zakonom, niti imaju službeni položaj ili administrativnu funkciju.

## Regije
- Höfuðborgarsvæði - Glavna regija
- Suðurnes - Južni poluotok
- Vesturland - Zapad
- Vestfirðir - Zapadni fjordovi
- Norðurland vestra - Sjeverozapad
- Norðurland eystra - Sjeveroistok
- Austurland - Istok
- Suðurland - Zapad

Površinom najveća regija je Suðurland, dok najviše stanovnika ima Höfuðborgarsvæði. Najmanja regija je Suðurnes, a najmanje stanovnika ima regija Vestfirðir.